# Epidermaler Wachstumsfaktor
Der epidermale Wachstumsfaktor (englisch epidermal growth factor, EGF) ist ein Polypeptid, das bei der Einleitung der Mitose als Signalmolekül auftritt. Es stimuliert die Ausbildung einer Reihe von Zelltypen (Wachstumsfaktor), weshalb es auch in der Zellkultur verwendet wird.
Das EGF-Protein funktioniert im Zusammenhang mit einer Reihe von Rezeptoren, die unter der Familienbezeichnung Epidermal-Growth-Factor-Rezeptoren (EGFRs) zusammengefasst sind. Dies sind zumeist Bindeproteine auf der Zelloberfläche. Bislang sind vier eng verwandte Rezeptoren bekannt, die als Human Epidermal Growth Factor Receptor 1 HER1, (auch als Epidermal Growth Factor Receptor oder EGFR bezeichnet), HER2, HER3 und HER4 bezeichnet werden. Das Zusammenspiel des EGF-Proteins mit dessen Vorläuferproteinen und Rezeptorproteinen gehört zu den bestuntersuchten Signaltransduktionswegen im Bereich der Krebsforschung. Die genetische Information von EGF wird im Chromosom 4 codiert.

## Medizinische Bedeutung
Der monoklonale Antikörper Cetuximab bindet an den Rezeptor HER1 und verhindert so die Bindung von EGF. Cetuximab, als auch Panitumumab, werden in der Behandlung von Darmkrebs und Kopf-Hals-Karzinomen eingesetzt.
Der monoklonale Antikörper Trastuzumab bindet an den Rezeptor HER2 und verhindert so die Bindung von EGF. Trastuzumab wird in der Behandlung von Brustkrebs eingesetzt. Etwa 30 % der Mammakarzinome sind HER2/neu-positiv.